# سليمان تانديا
سليمان تانديا (مواليد 30 أغسطس 1987 في داكار، السنغال) هو لاعب كرة قدم سنغالي يجيد اللعب في مركز قلب الدفاع.

## روابط خارجية
- سليمان تانديا على موقع اتحاد تركيا (لاعب) (الإنجليزية)
- سليمان تانديا على موقع قاعدة بيانات كرة القدم.إي يو (الإنجليزية)
- سليمان تانديا على موقع Soccerway.com (الإنجليزية)
- سليمان تانديا على موقع عالم كرة القدم.نت (الإنجليزية)